# Geodorcus capito
Geodorcus capito es una especie de coleóptero de la familia Lucanidae.

## Distribución geográfica
Habita en las Islas Chatham Nueva Zelanda.